# Дрјетома
Дрјетома (слч. Drietoma) насељено је мјесто са административним статусом сеоске општине (слч. obec) у округу Тренчин, у Тренчинском крају, Словачка Република.

## Становништво
| Година:    | 1994. | 2004.   | 2014.    | 2024.   |
| ---------- | ----- | ------- | -------- | ------- |
| Број људи: | 2028  | 2047    | 2262     | 2187    |
| Разлика:   |       | +0,93 % | +10,50 % | -3,31 % |

| Година:    | 2023. | 2024.   |
| ---------- | ----- | ------- |
| Број људи: | 2191  | 2187    |
| Разлика:   |       | -0,18 % |

Према подацима о броју становника из 2024. године насеље је имало 2187 становника.